# Bojidara Kouzmanova
Bojidara Kouzmanova (* 1977 in Plovdiv, Bulgarien) ist eine Violinistin.

## Werdegang
Sie besuchte zunächst die Nationale Musikschule Ljubomir Pipkov in Sofia und die Universität für Musik und darstellende Kunst Wien bei  Günter Pichler. Durch die Teilnahme an Violinkursen von Petru Munteanu (Rumänien) 1994, Vanya Milanova (Bulgarien), Michael Barta (USA),  José Luis García  Asensio (Spanien) von 1995 bis 1999, Alois Kottmann (Deutschland) von 1999 bis 2000 und Vladimir Spivakov (Russland) im Jahr 2000 suchte sie den aktiven künstlerischen Austausch.
Kouzmanova spielte als Solistin mit dem Sofia Philharmonic, der Staatlichen Philharmonie Plovdiv, dem Rousse Philharmonic Orchestra, dem Prager Sinfonieorchester Bohemia (Symfonický orchestr Bohemia Praha (SOBP)), dem Philharmonic Orchestra Varna, der Philharmonie Bohuslav Martinů, den Kottmann-Streichern, den Wiener Bachsolisten, der Philharmonie Vratza, der Staatlichen Philharmonie Vidin, dem Sinfonieorchester Basel und vielen anderen.
Sie konzertierte in Australien, Deutschland, Griechenland, Großbritannien, Israel, Italien, Portugal, Österreich, in der Schweiz, der Slowakei, Taiwan und in den USA.
Einige Komponisten haben eigens für Bojidara Kouzmanova Stücke komponiert und gewidmet, die sie erfolgreich aufgeführt und zum Teil aufgenommen hat (Roumen Dimitrov, Manuela Kerer, Periklis Liakakis, Julia Purgina, Peter Richter, Thomas Wally und andere).

## Aufnahmen
Kouzmanova hat mehr als zehn verschiedene CDs in Bulgarien, der Schweiz und den USA aufgenommen, so beispielsweise das Korngold Violinkonzert, das Doppelkonzert von Johannes Brahms, das Violinkonzert von Max Bruch, das Violinkonzert von Felix Mendelssohn Bartholdy, das Violinkonzert Nr. 1 von Sergei Sergejewitsch Prokofjew, die Vier Jahreszeiten von Antonio Vivaldi und einige CDs mit Kammermusik. Ihre letzte Aufnahme wurde auf vier Meistergeigen aufgenommen; mit Stücken von Johann Sebastian Bach, Johannes Brahms, César Franck, Erich Wolfgang Korngold und Eugène Ysaÿe.

## Auszeichnungen
- 1995: 2. Preis – Music and Earth International Competition, Sofia, Bulgarien
- 1995: 1. Preis und Sonderpreis – National Competition for Performance of German and Austrian Music, Burgas, Bulgarien
- 1995: 1. Preis –  Béla Bartók Internationaler Violinwettbewerb, Ungarn
- 1995: 3. Preis und Sonderpreis als jüngste Teilnehmerin – "Dobrin Petkov" Violin competition
- 1996: 1. Preis – Wettbewerb "Young musicians", Sofia, Bulgarien
- 2000: Haverhill Sinfonia Soloist Competition, Großbritannien
- 2000: 3. Preis – Hudson Valley String Competition (USA) - 3rd Prize
- 2001: Alois-Kottmann-Preis während der Internationale Musiktage Hessen Main-Taunus Hofheim, Frankfurt am Main, Hessen, Germany[3][4]

## Audio on Demand
- Pablo de Sarasate: Zigeunerweisen. Solist: Bojidara Kouzmanova (vl). Wiener Philharmonisches Frauenorchester, Izabella Shareyko (Dirigentin) (10:00 min.)
- Sergio Navatta: Tanggara. Solist: Bojidara Kouzmanova (vl). Julián Bello (p). (6:27 min.)